# 8736 Сіґехіса
8736 Сіґехіса (8736 Shigehisa) — астероїд головного поясу, відкритий 9 січня 1997 року.
Тіссеранів параметр щодо Юпітера — 3,431.
Названо на честь Сіґехіси (яп. しげひさ(重久) сіґехіса).